# Xosé Luna
Xosé Luna Sanmartín (La Estrada, 1965) es un profesor, escritor y activista cultural español en lengua gallega.

## Trayectoria
Estudió un máster y luego se licenció en Geografía e Historia por la Universidad de Santiago de Compostela, trabaja como docente en el CEIP do Foxo da Estrada. Colaborador en diferentes medios, fue director de Edicións Fervenza entre el 2000 y 2015. Como escritor cultivó la poesía, la narrativa, el teatro y el ensayo. Fue fundador de la Festa da Poesía, partido de fútbol a favor de la lengua gallega, y del Premio de Teatro Mome Varela Buxán.

## Obra

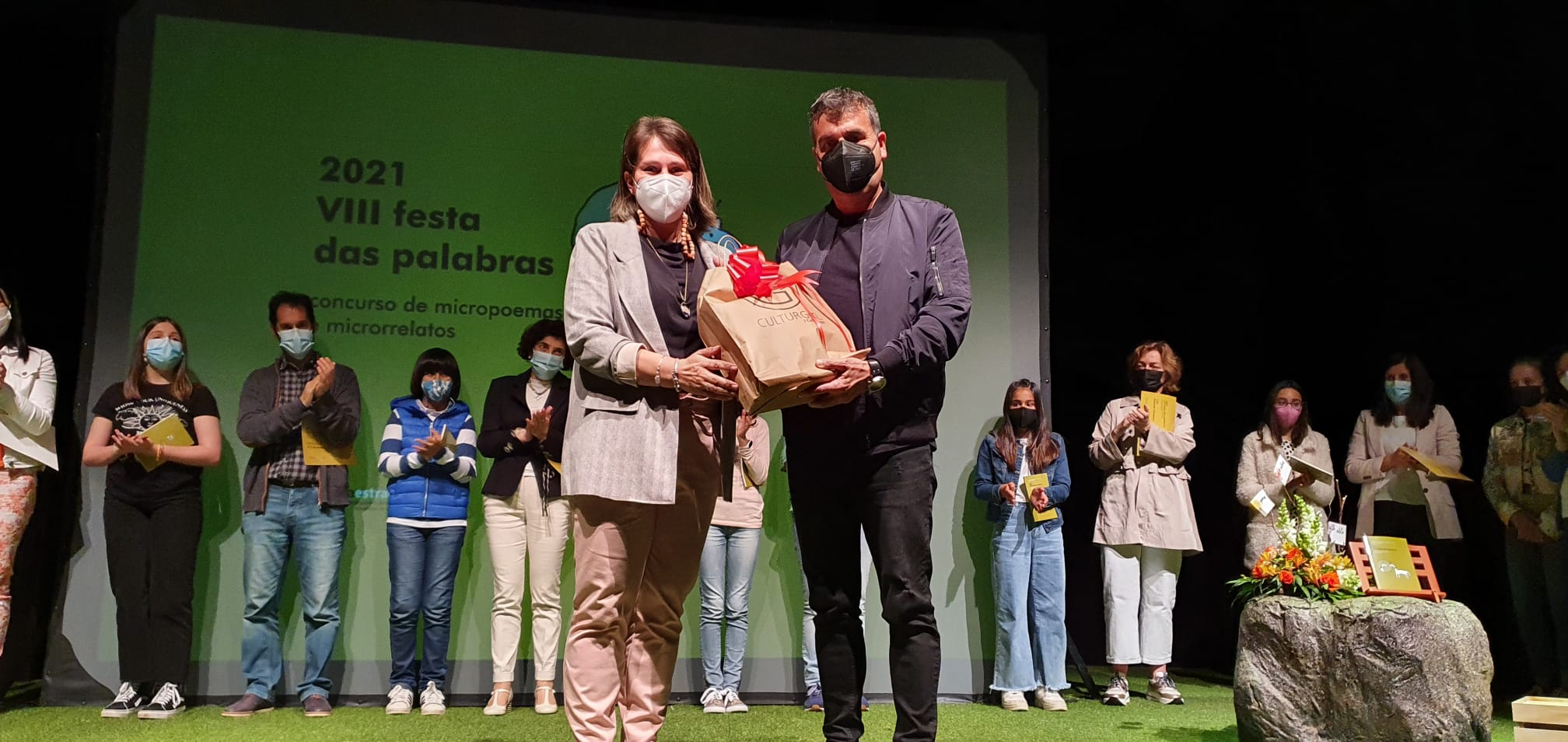
Xosé Luna, padrino del VIII Festa das palabras organizado por todos los centros educativos de La Estrada, 2021.

### Poesía
- Memorias do Cairo (Ed. Fervenza, 2003). Con epílogo de Miro Villar.
- A Marcial Valladares (Fundación Cultural da Estrada, 2004).
- Stradapop (Librería Ler, 2005).
- Sol rebulideiro (Técnicas and Gramaxe, 2012).
- O libro dos bicos (Ed. Embora, 2014).
- A estrada da vida (Ed. Artesón Produccións, 2018) poemas musicados por el cantautor Manoele de Felisa.
- O tempo entre as mans (Ed. Fervenza, 2020).
- Camiñando, camiñando...  (Ed. Bolanda SL, 2021).
- A mar, amar (Ed Bolanda, 2022)

### Narrativa
- As cometas da vida (Ed. Fervenza 1999).
- O ano das mimosas (Ed. Fervenza, 2000).
- O último tango da noite (Ed. Concello de Lalín, 2001).

### Teatro
- Tulipáns Vermellos (Ed. Fervenza, 2011).
- As aventuras de Odiseo (Ed. Embora, 2016).

### Arte
- A Estrada románica, (A Fouce, 1999).
- A Estrada Románica (Ed. Fervenza, 2020).

### Ensayo
- Manuel Daniel Varela Buxán O Patriarca do Teatro Galego (Seminario de Estudios de Deza, 2000).
- Onde o sol facheaba ao amañecer. Vida y obra de la Cantora da Ulla Avelina Valladares Núñez (Ed. Fouce, 2003).
- Manuel Valladares Núñez Cantigueiro popular (Ed. Fundación Cultural da Estrada, 2003).
- No Pazo de Laiovento. Conversas con Francisco Pillado Maior (Espiral Maior, 2007).
- Manuel Daniel Varela Buxán (Ed. Xerais, 2008).
- 90 Cousiñas (Técnicas and Gramaxe, 2006).
- Da literatura e outras cousiñas (Ed. Embora, 2016).
- Ond' o sol facheaba ô amanecer. Vida e obra da Cantora da Ulla, Avelina Valladares Núňez  (Ed. Fervenza, 2022)

### Traducciones
- Grazas, Padre Ramón, de Manuel Daniel Varela Buxán, (Ed. Seminario de estudos de Deza, 2003).

### Ediciones
- Edición y unidad didáctica de Ollo cos estudantes de Manuel Bergueiro López. (Ed. Fervenza, 2003).
- ¿Pista ou peste? de Manuel Daniel Varela Buxán. Ed. Fervenza, 2003)
- Salaios dun vello labrego de Manuel Daniel Varela Buxán. (Ed. Fervenza, 2005.
- Conversa entre arrieiros de Marcial Valladares Núñez. (Ed. Fervenza, 2014)

### Obras colectivas
- ¿Nos? Coma vos. (Ed. Concello de Lalín, 2001).
- Antonio Fraguas Fraguas Lalín, lembranza de tempos idos. In Descubrindo (Ed. Seminario de Estudos de Deza, 2002).
- Palabra de autor Palabra de autora. (Ed. CRTVG / Asociación Galega de Editores, 2005).
- Poesía Contemporánea, Tabeirós – Terra de Montes, Carlos Loureiro Rodríguez, coordinador. (Ed. Fervenza, 2005).
- Narrativa Contemporánea Tabeirós – Terra de Montes Carlos Loureiro Rodríguez, coordinador. (Ed. Fervenza, 2005)
- VII Forxa Literaria (Ed. A Solaina de Piloño, 2005).
- A Estrada Imaxes para a lembranza I (Ed. Fervenza, 2006).
- No país da irmandade Homenaxe a Francisco Pillado Maior. (Ed. Deputación da Coruña / Universidade da Coruña, 2007).
- Manuel Daniel Varela Buxán O Patriarca do Teatro Galego in Descubrindo (Seminario de Estudos de Deza, 2008).
- En galego agora e sempre (Ed. Pío García Edicións, 2010).
- Dairas (Ed. IES Manuel García Barros, 2011).
- Forxa Literaria (Ed. A Solaina de Piloño, 2011).
- Pedigree (Ed. Concello da Estrada, 2013).
- Verbo na arria. Homenaxe literaria a Xohan Xesus González, (Ed. Fervenza, 2016).
- Homenaxe a Olimpio Arca Caldas. Un Mestre do pobo. (Ed. Técnicas and Gramaxe, SL, 2016).
- Pico Sacro ferido polo lóstrego e a lenda. (Ed. Alvarellos, 2017).
- Nós Premios literarios 2012 – 2015 / 2017 – 2019 (Ed. ASPAMITE, 2019).
- Cancioneiro do Camiño de Manoele de Felisa (Ed. Artesón Produccións, 2020).

## Premios
- Premio Roberto Blanco Torres en el 1999 por As cometas da vida.
- Premio Avelina Valladares en el 2003 por Memorias do Cairo.
- Accésit del Premio Estornela de Teatro en el 2010 por Tulipáns Vermellos.
- Premio xornalístico Manuel Reimóndez Portela en el 2013.
- Mención de Honor del VII Premio Arume de Poesía para nenos en el 2013 por O libro dos bicos.
- Mención de Honor del VIII Premio Estornela de Teatro para nenos en el 2014 por As aventuras de Odiseo.
- Premio Avelina Valladares en e 2020 por O tempo entre as mans.[2][3]

### Otras distinciones
- Medalla de oro de Niños y Amigos del Camino, 2009.
- Medalla de la Fundación A Solaina de Piloño, 2011.
- El 9 de mayo de 2009 se inauguró la Biblioteca “Xosé Luna”, promovida por la Asociación Cultural y Deportiva de la parroquia Estrada de Guimarei.
- Homenaje de la Asociación Jojos del ayuntamiento da Estrada da Habana, Cuba, 2015.
- Patrono de la VIII Fiesta de la Palabra organizada por todos los centros educativos de Estrada, Dinamiza Estrada. 2021